# Los inmortales (álbum)
Los Inmortales es el sexto álbum de Manny Montes, tercero del tipo colaborativo, donde reunió a gran cantidad de artistas y productores en un mismo proyecto. El álbum contó con dos discos compactos, y el sencillo de promoción fue «El Inmortal», canción que estuvo nominado en la categoría Mejor canción cristiana en los People's Choice Awards Reggaeton and Urban de 2007, y obtuvo el reconocimiento a canción urbana del año en los AMCL.
En este proyecto participaron artistas emergentes en la música urbana cristiana (Rey Pirin, Triple Seven, Dr. P, Travy Joe, Goyo, Bengie, Redimi2) y algunos productores ya conocidos en la industria (Sandy NLB, DJ Blaster, DJ Pablo, Jetson El Supersónico, entre otros).

## Promoción y lanzamiento
Luego del auge de los álbumes colaborativos de Manny Montes, entre ellos, United Kingdom, el artista decide lanzar un nuevo proyecto colaborativo donde más artistas puedan participar, por tal motivo, el álbum se distribuyó en dos discos para albergar las más de 30 canciones grabadas. Sería el segundo proyecto de Manny Montes de 2 CD, considerando que el primero fue United Kingdom: En Vivo.
En la introducción de ambos discos se utilizarían voces extraídas de las participaciones de algunos artistas (excepto Manny, quien interpretó un verso inédito), entre ellos, Bengie, Redimi2, Goyo, Creation, Sacraman, Son's of Christ, Vito, Harold el Guerrero, Jonny L, Rudel, Michael Pratts y Soly, variando el ritmo para cada disco: CD 1 (Manny) sería en reguetón y CD 2 (Montes) en rap. El arte visual del álbum estuvo a cargo de Ivan 2Filoz, al igual que la dirección de un vídeo oficial.
Para la distribución por streaming en la plataformas digitales, se prescindieron algunas canciones, siendo 30 la lista oficial que sería compartida por el artista puertorriqueño. 

### El Inmortal
La canción emblema del álbum sería «El Inmortal», canción que hasta la fecha es considerada un clásico del rap cristiano. Esta canción contó con un vídeo oficial con imágenes de la película La pasión de Cristo de Mel Gibson, e imágenes alusivas a los personajes que se nombraban en el tema, entre ellos, Don Omar, Britney Spears, Hugo Chávez, entre otros.

## Lista de canciones

### CD 1 (Manny)
| N.º | Título                                               | Productor(es)           | Duración |  |
| 1.  | «Los inmortales» (Varios)                            | Obed, Sandy             | 4:15     |  |
| 2.  | «El Inmortal» (Manny Montes)                         | Sandy, Obed             | 4:16     |  |
| 3.  | «Cuidao con el perro» (Manny Montes feat. Chal)      | Sandy, Obed, Elí        | 2:57     |  |
| 4.  | «Alza la mano» (Vito)                                | Obed                    | 3:04     |  |
| 5.  | «Que aguanten» (Mickey)                              | Yazid & Gaby            | 3:30     |  |
| 6.  | «Ellos inventan» (Bengie)                            | Obed, Elí               | 3:00     |  |
| 7.  | «Como sale» (Goyo)                                   | Sandy                   | 3:29     |  |
| 8.  | «Lo que traemos» (Manny Montes feat. Redimi2, Dr. P) | Sandy                   | 4:08     |  |
| 9.  | «En la cruz» (Memo & Ungido)                         | Jetson                  | 3:23     |  |
| 10. | «Aguanta la presión» (Rudel feat. Jonny L)           | Sandy                   | 3:05     |  |
| 11. | «Mensajes - Interlude» (Manny Montes)                | Sandy                   | 3:33     |  |
| 12. | «Contra mí» (Harold El Guerrero)                     | Sandy                   | 3:25     |  |
| 13. | «Vamos a alabarlo» (Gama)                            | Raldy & Odi             | 3:10     |  |
| 14. | «Andamos con el Rey» (Albert y Erik)                 | Albert The Brain, Sandy | 3:25     |  |
| 15. | «Métele dembow» (Capestany)                          | Obed                    | 3:05     |  |
| 16. | «Tírate» (Guilloman & Rafito)                        | Da Worship              | 2:56     |  |
| 17. | «De que vale» (Creation)                             | Obed, Elí               | 4:21     |  |

### CD 2 (Montes)
| N.º | Título                                      | Productor(es)        | Duración |  |
| 1.  | «Los inmortales 2» (Varios)                 | Obed, Sandy          | 4:15     |  |
| 2.  | «Sube el volumen» (Manny Montes feat. Vito) | Obed, Elí            | 2:53     |  |
| 3.  | «Quienes Somos» (Triple Seven)              | Febo & Lui, DJ Pablo | 3:11     |  |
| 4.  | «Esto es pa' gozarze» (Rey Pirin)           | DJ Blaster           | 2:51     |  |
| 5.  | «De lo vil» (Sons of Christ feat. Pito)     | Sandy                | 3:53     |  |
| 6.  | «Mi bendición» (Soly)                       | Sandy                | 2:50     |  |
| 7.  | «Vamos a darle» (Michael Pratts)            | Obed, Elí            | 3:06     |  |
| 8.  | «Vida con propósito» (Luis Joel)            | Sandy                | 2:42     |  |
| 9.  | «No puedo seguir» (Manny Montes)            | Sandy                | 4:07     |  |
| 10. | «Llamados a restaurar» (Double Impact)      | DJ Blessing          | 3:58     |  |
| 11. | «Alaba» (Travy Joe)                         | Hancel, Otoniel      | 3:39     |  |
| 12. | «Sólo en Él» (G.O.S.)                       | DJ Blessing          | 2:42     |  |
| 13. | «Somos reales» (Sacraman)                   | Guardián             | 3:38     |  |
| 14. | «Los renacidos» (Big Willie & Otoniel)      | Hancel               | 3:25     |  |
| 15. | «Perdóname» (Jun Jun feat. Jonny L)         | Sandy, Beno          | 2:57     |  |
| 16. | «Outro» (Manny Montes feat. Sandy NLB)      | Sandy                | 0:25     |  |

## Videos
1. El Inmortal - Manny Montes
2. Los renacidos - Big Willie & Otoniel (dirigido por Iván 2Filoz)
3. Llamados a restaurar - Double Impact

## Premios y reconocimientos
En Premios AMCL, la canción «El Inmortal» sería elegida como "Canción urbana del año". En los People's Choice Reggaeton and Urban Awards de 2007, el álbum y el sencillo estuvieron nominados como álbum cristiano del año y canción cristiana respectivamente. En Premios Arpa 2007, también obtuvo una nominación como Mejor álbum urbano.